# Alexander H. Stephens
Alexander Hamilton Stephens (Condado de Wilkes, Georgia, 11 de febrero de 1812 - Atlanta, 4 de marzo de 1883) fue un abogado y político estadounidense, conocido por su rol de vicepresidente de los Estados Confederados de América durante los años de la Guerra de Secesión.

## Biografía
Stephens fue hijo de un abogado, huérfano a los 14 años, y criado por familiares de su madre. En su juventud, estudió leyes graduándose de abogado en 1834, en 1836 incursionó en la política del Estado de Georgia, entrando en su cámara legislativa desde 1841 hasta 1842. Prestó servicio en la Cámara de Representantes (1843 – 1859) de su país por el Partido Whig, donde abogó a favor de la anexión de la República de Texas en 1845, pero se opuso a la guerra contra México, también destacó por su oposición a la Enmienda Wilmot que buscaba prohibir la esclavitud en los territorios recién arrebatados a México y por su defensa de la esclavitud, aunque se mostró opuesto a la disolución de la Unión.
Tras 1855, y con la notoria insatisfacción de los whigs del Sur hacia sus correligionarios de los estados del Norte, Stephens se unió tácitamente a los Demócratas y junto a ellos trató de mantener una constitución pro-esclavista en Kansas pero sin éxito. Apoyó al candidato demócrata Stephen A. Douglas en la elección de 1860 que dieron por vencedor al candidato republicano Abraham Lincoln.
Con el aumento de las tensiones políticas, Stephens participó en los debates de la asamblea del Estado de Georgia para definir si el Estado aceptaba separarse del gobierno federal; en esos años Stephens postulaba la urgencia de mantener la Unión, convencido de que la minoría republicana en el Senado y la Corte Suprema harían inviable la aprobación fácil de leyes contrarias a la esclavitud. Una vez cuando Georgia se separó de la Unión y se adhirió de facto a los Estados Confederados de América en febrero de 1861, fue elegido vicepresidente de la Confederación. El 21 de marzo del mismo año Stephens pronunció un celebrado discurso en Savannah (Georgia) declarando que la piedra angular en la que se apoyaba la Confederación era:
«la gran verdad de que el negro no es igual al hombre blanco; que la esclavitud -subordinándose a una raza superior- es su natural y normal condición. Así, nuestro nuevo gobierno es el primero, en la historia del mundo, basado en esta gran verdad física, filosófica y moral»
Las palabras de Stephens apoyaron así la propaganda unionista, alegando que la causa básica de la secesión era económica (seguir lucrando con la esclavitud) y no moral ni ideológica. En el sur, Stephens respaldó al gobierno constitucional, oponiéndose a los intentos de Jefferson Davis de contravenir los derechos individuales y defendiendo un programa de intercambio de prisioneros, aunque insistiendo en que los soldados unionistas de raza negra no deberían ser considerados "soldados capturados" sino simples "esclavos fugados". Él dirigió la comisión a la Junta de Hampton Roads (1865).
Después de la guerra, Alexander Stephens fue encarcelado en Boston pero solamente por cinco meses. Culminada la guerra, Stephens trató de minimizar la importancia de su "Discurso de la piedra angular" negando retroactivamente que los "derechos de los estados" del Sur tenían al racismo oficial como base ideológica. Trabajó de nuevo en la Cámara de Representantes (1873 – 1882) e inmediatamente después como gobernador de Georgia (1882 – 1883), pero murió en marzo de 1883, cuatro meses después apenas de ganar la elección. 
| Predecesor: Cargo creado | Vicepresidente de los Estados Confederados de América 18 de febrero de 1861 – 5 de mayo de 1865 | Sucesor: Cargo abolido |

- Datos: Q549495
- Multimedia: Alexander H. Stephens / Q549495